# Toyota Highlander
Toyota Highlander (sprzedawany także pod nazwą Toyota Kluger) – duży sportowo-użytkowy samochód osobowy produkowany od roku 2000 przez japońską firmę Toyota. Dostępny wyłącznie jako 5-drzwiowy SUV. Do napędu użyto benzynowych silników R4  i V6. Dostępna jest także wersja z napędem hybrydowym. Od 2019 roku produkowana jest czwarta generacja modelu, opracowana na platformie GA-K z serii TNGA, na której powstały także modele RAV4, Camry i Avalon.
W Japonii i Australii nazwa Highlander została zastrzeżona dla jednej z wersji wyposażenia modelu Hyundai Terracan, dlatego na tych rynkach model nosi nazwę Kluger. Nazwa pochodzi od niemieckiego przymiotnika "klug" (mądry).

## Pierwsza generacja (XU20; 2000)
Highlander pierwszej generacji (lub Kluger w Japonii i Australii) dzielił platformę ze modelem Lexus RX / Toyota Harrier z serii XU30. Pojawił się w konfiguracjach pięciomiejscowych (2001–2007) i siedmioosobowych (2004–2007). Sprzedaż modelu  okazała się dużym sukcesem na wielu rynkach na całym świecie. Highlander był standardowo wyposażony w napęd na przednie koła i oferował napęd na wszystkie koła (stały podział momentu obrotowego w proporcji 50:50). W przeciwieństwie do Toyoty 4Runner i konkurentów takich jak Jeep Grand Cherokee czy Chevrolet TrailBlazer, Highlander miał nadwozie samonośne, dzięki czemu zapewniał więcej komfortu na drodze. Wpływ na komfort jazdy miało także niezależne tylne zawieszenie.
Highlander był dostępny w Stanach Zjednoczonych w trzech wersjach wyposażenia: wersji podstawowej, Sport i  Limited. Model podstawowy i Limited były dostępne od premiery Highlandera, podczas gdy model Sport został wprowadzony w marcu 2006 roku. W Japonii Kluger był uważany za pojazd luksusowy, ponieważ przekraczał japońskie limity wyznaczone przez przepisy regulujące pojemność silnika i wymiary zewnętrzne.
W 2004 roku aluminiowe felgi w wersji Limited zostały zmienione z sześcioramiennych na pięcioramienne. Koła wersji podstawowej   zostały zmienione ze stalowych na felgi aluminiowe. Model Sport miał charakterystyczny wzór grilla, odróżniający go od innych wersji. Stylistyka kół służy również do rozróżnienia wersji napędowych – hybryda ma unikalną konstrukcję z podwójnymi ramionami.
Kluger został wprowadzony do Australii w październiku 2003 roku. Był dostępny w trzech wersjach: CV, CVX i Grande. Limitowana edycja modelu CV Sport została wprowadzona w 2006 roku. W Australii nie był dostępny model hybrydowy. Jedynym oferowanym silnikiem był 3,3-litrowy 3MZ-FE V6. Typowe zużycie paliwa przy zastosowaniu australijskiego standardowego systemu testowania wynosił 12,3 l / 100 km.
Silniki:
2001–2007 2,4 L 2AZ-FE I4,116 kW (155 KM)
2001–2003 3,0 l 1MZ-FE V6, 151 kW (203 KM)
2004–2007 3,3 l 3MZ-FE V6, 168 kW (225 KM)
Silnik o pojemności 3,0 litra był w stanie rozpędzić Klugera od 0 do 60 mil na godzinę w około 8,8 sekundy. W 2004 roku Kluger otrzymał nowy 3,3-litrowy silnik V6, aby konkurować z mocniejszymi silnikami V6 oferowanymi przez konkurentów, głównie Nissana Murano i Hondę Pilot. Większy silnik umożliwił Klugerowi rozpędzenie się od 0 do 97 km/h (60 mil/h) w 7,8 sekundy.

### Aktualizacja 2001
Japoński i australijski Kluger od początku otrzymał konsolę środkową zintegrowaną z deską rozdzielczą, podczas gdy północnoamerykański Highlander początkowo nie miał tej zintegrowanej konsoli środkowej. Zmianę tę wprowadzono do niego w USA oraz w Kanadzie w wersji Limited w 2001 roku w roczniku 2002, zaś we wszystkich wersjach w Kanadzie w 2003 roku w roczniku 2004. We wczesnych Highlanderach mniejsza, niezintegrowana, samodzielna konsola środkowa była dostępna jako opcja, montowana fabrycznie lub przez dealera.

### Aktualizacja 2003
W 2003 roku, w modelu na rok 2004, Highlander z silnikiem V6 o pojemności 3,3 litra otrzymał nową pięciobiegową automatyczną skrzynię biegów, zastępującą czterobiegową automatyczną skrzynię biegów. Czterocylindrowy silnik nadal był sparowany ze starą czterobiegową skrzynią. W tym samym roku wprowadzono również opcjonalny trzeci rząd siedzeń dla dwóch osób. Konsola środkowa, która wcześniej była zarezerwowana wyłącznie dla najwyższego poziomu wyposażenia, stała się teraz standardem we wszystkich wersjach wyposażenia. Konstrukcja samonośna została nieznacznie zmodyfikowana za siedzeniami drugiego rzędu, aby uwzględnić wgłębienie w podłodze bagażnika, w którym można było umieścić opcjonalne siedzenia trzeciego rzędu. W modelach bez siedzeń w trzecim rzędzie to zagłębienie zostało przekształcone w schowek. Subtelne zmiany w przednim grillu, przednich i tylnych zderzakach, reflektorach i tylnych światłach (tylne światła LED pojawiły się w późniejszych wersjach hybrydowych) dopełniają główne zmiany w ramach faceliftingu 2003.

### Aktualizacja 2005
Od 2005 roku Highlandery sprzedawane w Kanadzie były oferowane tylko z silnikiem V6 i z napędem na wszystkie koła. Debiutująca w 2005 roku wersja  hybrydowa była dostępna z automatycznie załączanym napędem na cztery koła, który Toyota określa jako 4WD-i, przy czym tylne koła napędzane są oddzielnym silnikiem elektrycznym.

### Bezpieczeństwo
ABS, wspomaganie hamowania i elektroniczny rozdział siły hamowania były standardem, a kontrola stabilności pojazdu i kontrola trakcji były dostępne jako opcja w rocznikach 2001–2003 i stały się standardem w roczniku 2004 (hybrydy są standardowo wyposażone w system zintegrowanego zarządzania dynamiką pojazdu VDIM). Standardem w 2004 roku był również monitor ciśnienia w oponach. Zamontowane z przodu boczne poduszki powietrzne  były opcjonalne w modelach z roczników 2001–2006, natomiast boczne kurtynowe poduszki powietrzne z przodu i dla drugiego rzędu były opcjonalne w modelach z roczników 2004–2006. Boczne poduszki powietrzne stały się standardem w modelach z rocznika 2007, a kurtyny powietrzne również zyskały w tym roku czujnik dachowania.
W testach zderzeniowych amerykańskiego Insurance Institute for Highway Safety (IIHS) Highlander otrzymał najwyższą  ocenę „dobry” w teście zderzeniowym czołowego z przesunięciem. IIHS podało, że Highlander miał jeden z najniższych wskaźników śmiertelności wśród kierowców wśród wszystkich pojazdów, a wśród SUV-ów tylko Toyota 4Runner miała niższy wskaźnik śmiertelności wśród kierowców. W raporcie przeanalizowano pojazdy z roczników modelowych 2001–2005 w Stanach Zjednoczonych.

### Highlander Hybrid (MHU28, 2005)
Wersja hybrydowa, Highlander Hybrid, zadebiutowała w 2005 roku. Samochód był napędzany układem Hybrid Synergy Drive opartym na 3,3-litrowym silniku V6  3MZ-FE. Model był oferowany w wersji FWD lub AWD. Hybrydowy układ napędowy został zaprezentowany na North American International Auto Show w 2004 roku i wprowadzono go na rynek w lipcu 2005 roku jako model z rocznika 2006. Pompę wspomagania układu kierowniczego, pompę cieczy chłodzącej i sprężarkę klimatyzacji zmieniono z napędu pasowego na napędzany elektrycznie. Do układu hybrydowego włączono zmodyfikowany alternator.
Highlander Hybrid był pierwszym siedmioosobowym pojazdem hybrydowym. Dzięki dodatkowej mocy silników elektrycznych poprawiły się osiągi, szczególnie przy większych prędkościach. California Air Resources Board przyznała mu klasę emisji SULEV. Niemal identyczny napęd trafił do Lexusa RX 400h. Modele z napędem na wszystkie koła mogły ciągnąć przyczepę do 1600 kg.

## Druga generacja (XU40; 2007)
Toyota zaprezentowała drugą generację Highlandera i Highlandera Hybrid na targach Chicago Auto Show 2007. W Ameryce sprzedaż benzynowej wersji rozpoczęła się w lipcu, a hybrydy pod koniec września.  Highlander i Highlander Hybrid drugiej generacji nie były sprzedawane w Japonii. Pięciomiejscową wersję zastąpił inny model – Toyota Venza.
Początkowo jedynym napędem Highlandera drugiej generacji był 3,5-litrowy silnik V6 2GR-FE o mocy 270 KM (201 kW), współpracujący z pięciobiegową przekładnią automatyczną. Czterocylindrowy silnik został wycofany z produkcji, ale dodany ponownie w 2009 roku. Podczas gdy 3,5-litrowy silnik ma 55 KM mocy więcej niż poprzedni 3,3-litrowy silnik V6, a wzrost wymiarów wraz ze zwiększoną izolacją akustyczną dodał około 22 kg do masy własnej pojazdu, wynoszącej około 180 kg, zużycie paliwa nieznacznie spadło. Szacunkowe zużycie paliwa dla Highlandera z napędem na przednie koła według EPA wynosiło 13 l / 100 km.
W 2009 roku Toyota ponownie wprowadziła do gamy całkowicie nowy, 4-cylindrowy silnik 1AR-FE I4 o pojemności 2,7 l, z certyfikatem ULEV-II, w połączeniu z sześciobiegową przekładnią automatyczną i napędem na przednie koła. Auto z tym silnikiem mieściło 5 osób. Silnik 2,7 l generował 187 KM (139 kW) mocy przy 5800 obr./min i 252 Nm maksymalnego momentu obrotowego przy 4100 obr./min. Czterocylindrowy silnik zużywał według EPA  12 l/100 km paliwa. 
Do początków 2010 roku były oferowane te same trzy wersje wyposażenia (podstawowa, Sport i Limited). W 2010 roku wersja SE zastąpiła wersję Sport. Highlander z silnikiem V6 nadal był dostępny z napędem na przód lub na wszystkie koła. Nowością był  układ elektrycznego wspomagania kierownicy (EPS). Modele Sport i Limited otrzymały standardową kamerę cofania z 3,5-calowym wyświetlaczem LCD. Wyposażenie opcjonalne obejmowało skórzaną tapicerkę, podgrzewane fotele, nawigację na ekranie dotykowym, nowy system inteligentny kluczyk, ulepszony system stereo JBL Synthesis, system multimedialny z DVD na tylnych siedzeniach z 9-calowym ekranem oraz pakiet holowniczy zwiększający możliwości holowania do 2260 kg.
Model XU40 był początkowo produkowany wyłącznie w fabryce Miyata w Miyawaka w prefekturze Fukuoka w Japonii na wszystkie światowe rynki począwszy od maja 2007 roku. Produkcja w Chinach na potrzeby lokalnego rynku została rozpoczęta 25 maja 2009 r. przez GAC Toyota w Guangzhou. Toyota zamierzała produkować Highlandera z rocznika 2011 w Blue Springs w stanie Mississippi na rynek północnoamerykański, jednak w zamian umieszczono tam linię produkcyjną Corolli, a Highlander jest montowany w Toyota Motor Manufacturing Indiana w Princeton w stanie Indiana, począwszy od roku modelowego 2010. Produkowane tu auta odpowiadają za większość sprzedaży modelu w Ameryce Północnej. Produkcja Highlandera w TMMI rozpoczęła się w październiku 2009 roku i ograniczała się do aut z silnikami benzynowymi. Hybrydy nadal były importowane z Japonii aż do premiery XU50, czyli Highlandera trzeciej generacji, kiedy cała produkcja z wyjątkiem Chin została skonsolidowana w TMMI.
W Australii nowa generacja Klugera została wprowadzona na rynek w sierpniu 2007 roku. Dostępne były trzy wersje: KX-R, KX-S i Grande. Wszystkie odmiany były dostępne z napędem na 2 koła lub na wszystkie koła. Podstawowy model KX-R był oferowany z pięcioma lub siedmioma siedzeniami, podczas gdy wyższe wersje miały tylko siedem miejsc. Specyfikacje były w większości podobne do amerykańskiego Highlandera, dzieląc ten sam 3,5-litrowy silnik V6 2GR-FE i pięciobiegową automatyczną skrzynię biegów.

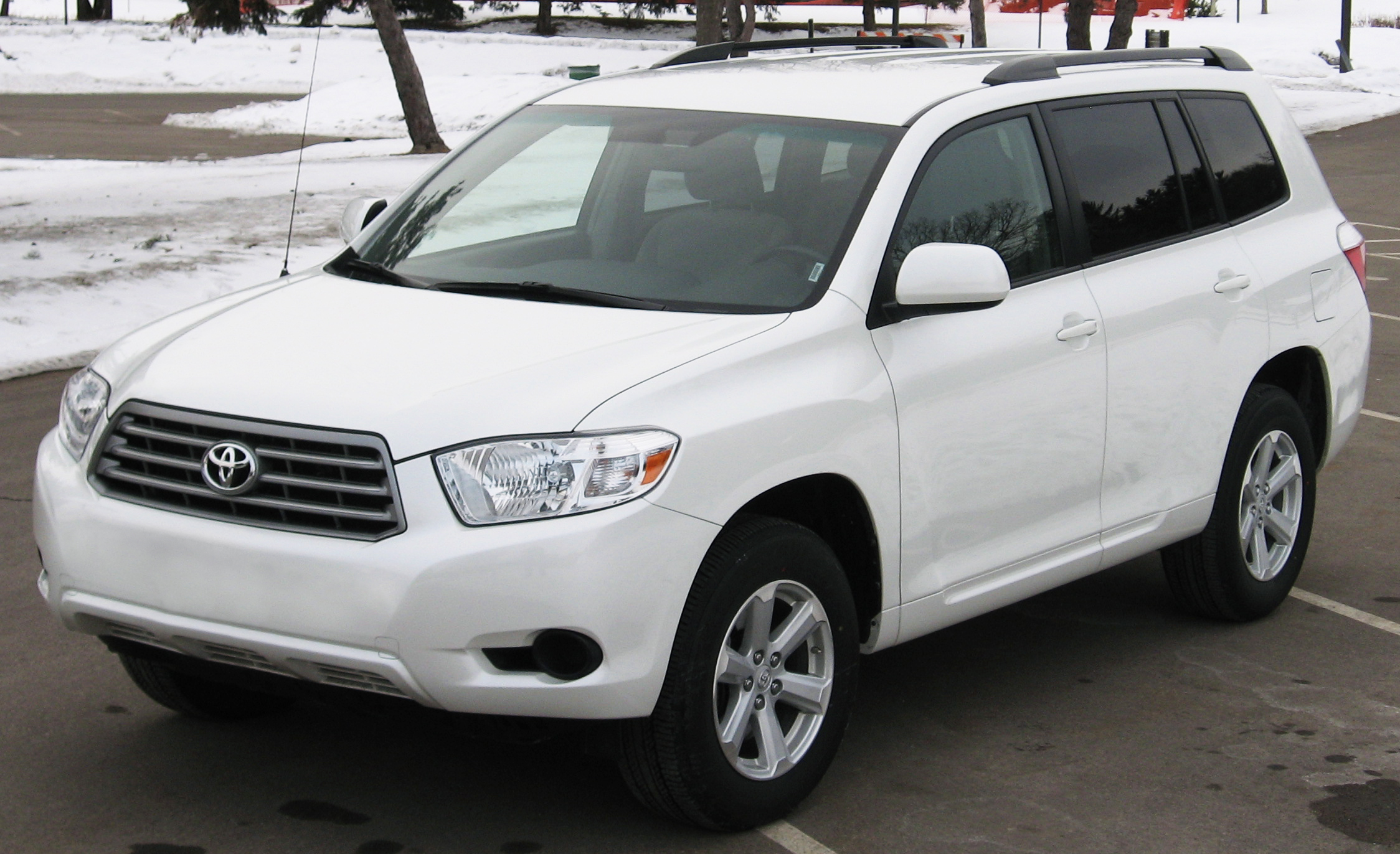
'08 Highlander

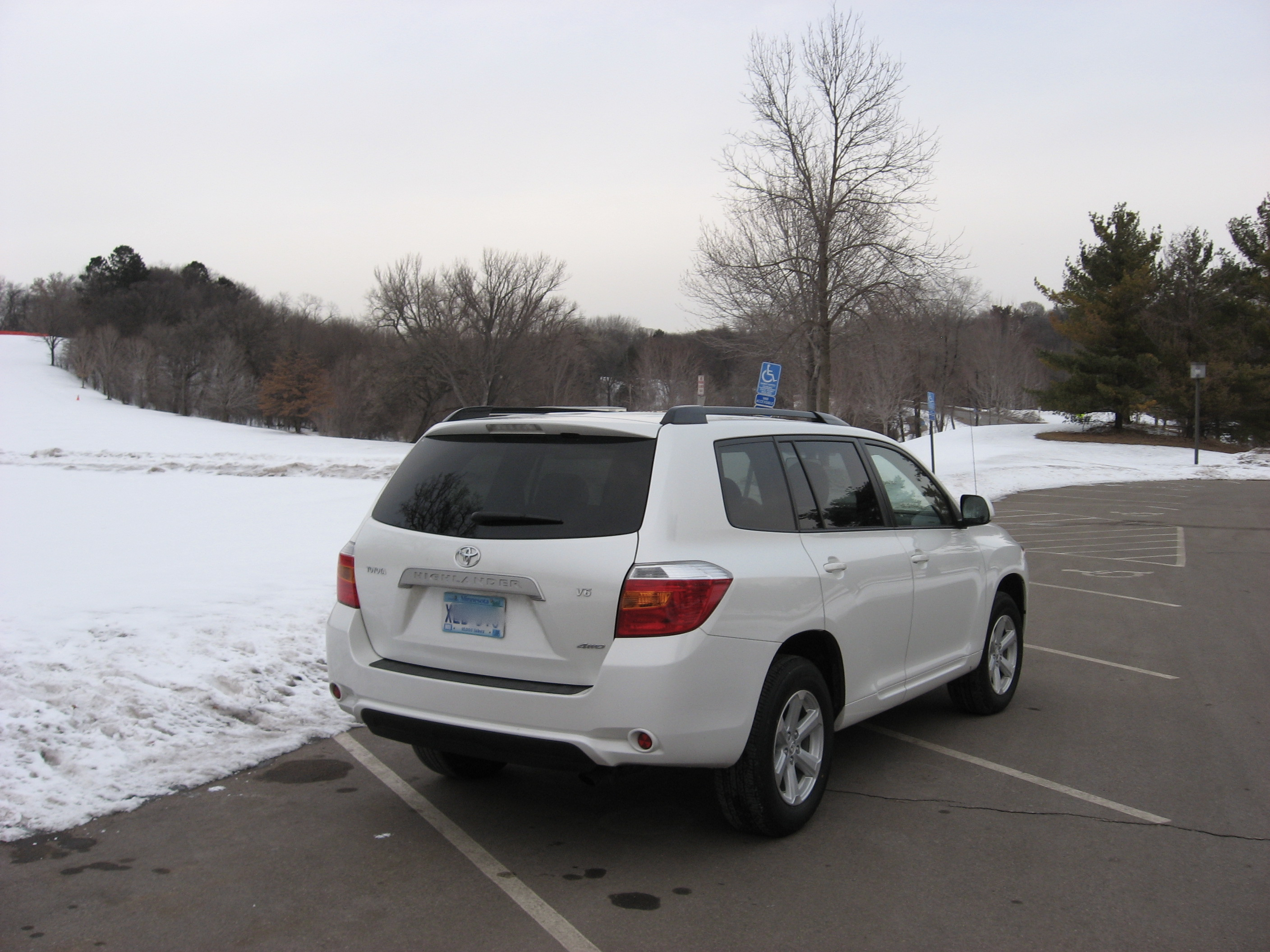
Highlander 2008 z tyłu

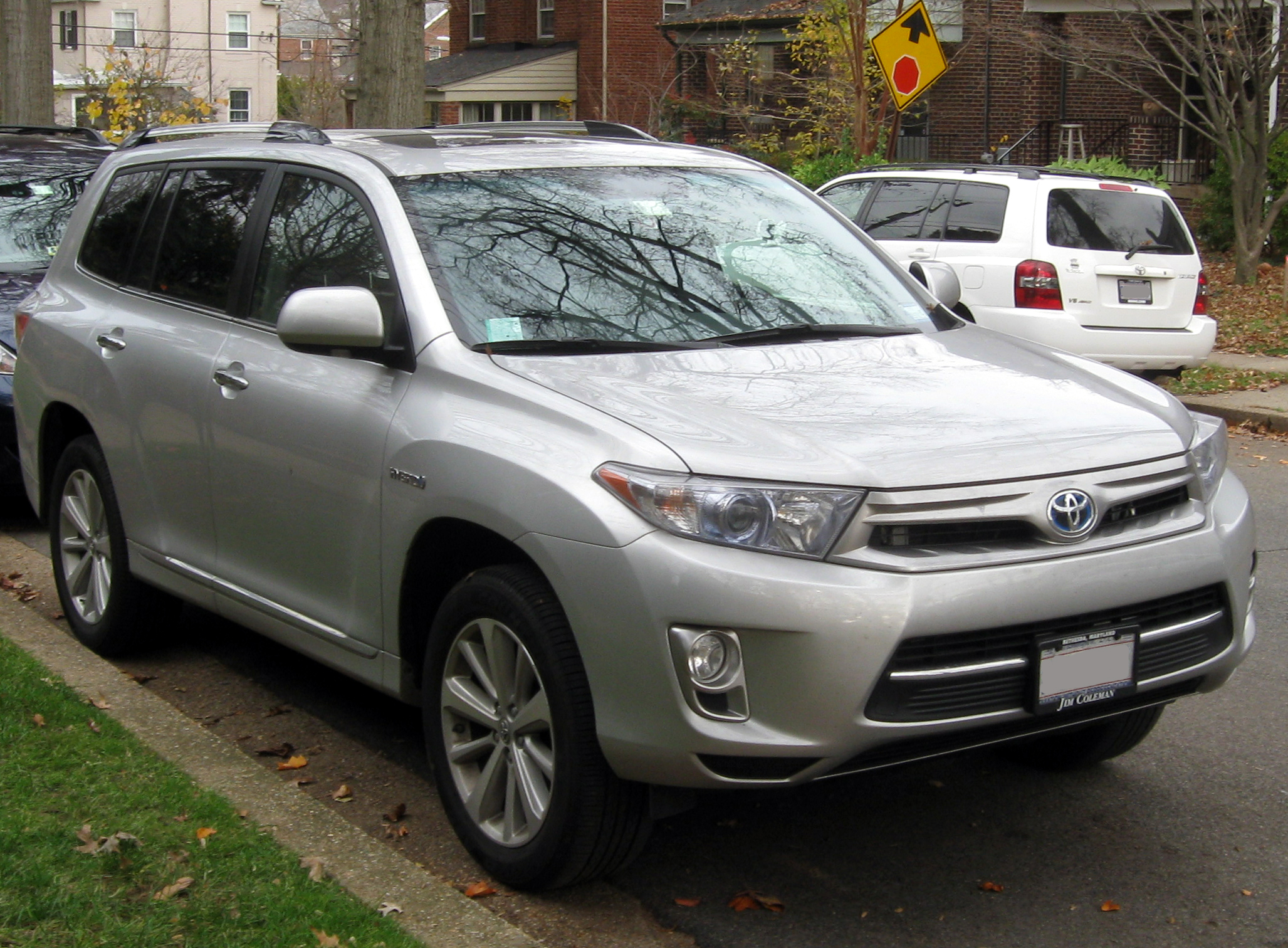
Toyota Highlader Limited 2011

### Silnik
- R4 2,4 l (2362 cm³), 4 zawory na cylinder, DOHC
- Układ zasilania: wtrysk EFi
- Stopień sprężania: 9,6:1
- Średnica cylindra × skok tłoka: 88,50 mm × 96,00 mm
- Moc maksymalna: 160 KM (118 kW) przy 5600 obr./min
- Maksymalny moment obrotowy: 221 N•m przy 4000 obr./min

- V6 3,0 l (2994 cm³), 4 zawory na cylinder, DOHC
- Układ zasilania: wtrysk EFi
- Stopień sprężania: 10,5:1
- Średnica cylindra × skok tłoka: 87,50 mm × 83,00 mm
- Moc maksymalna: 220 KM (162 kW) przy 5800 obr./min
- Maksymalny moment obrotowy: 304 N•m przy 4400 obr./min

### Aktualizacja 2010
W 2010 roku Highlander i Highlander Hybrid na rok 2011 zostały poddane pewnym zmianom. Ogólnie sylwetka się nie zmieniła, ale przód został znacznie zmodyfikowany, otrzymując nowe przednie reflektory, nowe czarne nakładki na progi z chromowanymi akcentami i nowy przedni grill. Konwencjonalne silniki na rok 2011 pozostały niezmienione, choć czterocylindrowy silnik o pojemności 2,7 litra został udostępniony dla wersji wyposażenia SE – wcześniej był dostępny tylko w wersji podstawowej. Standardowe wyposażenie zostało rozbudowane m.in. o dwustrefową klimatyzację, elektryczny zamek, elektryczne szyby, tempomat i wielofunkcyjny system bezkluczykowy. 

### Bezpieczeństwo
Wszystkie wersje Highlandera drugiej generacji były standardowo wyposażone w udoskonalony system kontroli stabilności pojazdu VSC (hybrydy są standardowo wyposażone w VDIM), ABS, wspomaganie hamowania i elektroniczny rozdział siły hamowania. Standardem była również monitor ciśnienia w oponach, poduszka kolanowa kierowcy, boczne poduszki powietrzne przednich foteli, boczne kurtyny powietrzne dla wszystkich trzech rzędów, a także czujnik dachowania i aktywne przednie zagłówki. Standardowy był także układ wspomagający wjazd pod wzniesienie HAC (Hill Start Assist Control), który zapobiega staczaniu się do tyłu na pochyłościach, a wspomaganie zjazdu ze wzniesienia Downhill Assist Control (DAC) jest standardem w wersjach z napędem na wszystkie koła.
Amerykańska agencja Insurance Institute for Highway Safety IIHS przyznała Highlanderowi najwyższą ocenę Good (dobry) w teście zderzenia czołowego z przesunięciem czołowym, a także Good we wszystkich podkategoriach z wyjątkiem kategorii „Głowa / szyja”, która jotrzymała drugą najwyższą ocenę  Acceptable. Ocenę Good samochód otrzymał także w zderzeniu bocznym, w tym we wszystkich dziewięciu szczegółowych kategoriach. Highlander został również oceniony jako Good w teście wytrzymałości dachu. Model znalazł się wśród samochodów wyróżnionych tytułem Top safety pick.
Według australijskiej agencji ANCAP Kluger otrzymał ocenę 5/5 gwiazdek, ale tylko 1/4 gwiazdki za ochronę pieszych.

### Highlander Hybrid drugiej generacji
Hybrydowy Highlander drugiej generacji został wyposażony w układ Hybrid Synergy Drive, który  umożliwia korzystanie z trybu elektrycznego na krótkich dystansach i przy ograniczonej prędkości. Waga i koszt zostały obniżone w stosunku do poprzedniej generacji hybrydy.
Większe wymiary i nowe funkcje spowodowały wzrost masy auta o 220 kg. Highlander Hybrid był dostępny tylko z napędem na wszystkie koła. Agencja EPA oceniła jego zużycie paliwa na 8,7 l/100 km. 
Początkowo Highlander Hybrid 2. generacji był napędzany układem opartym na 3,3-litrowym silniku 3MZ-FE V6 o mocy 208 KM. Łączna moc napędu to 235 KM. Kierowca mógł wybrać podczas jazdy bezemisyjny tryb EV, jeśli pozwalały na to warunki, oraz tryb ECON, który ograniczał przyspieszenie, a podczas nabierania prędkości zmniejszał siłę działania klimatyzacji. Auto wykorzystuje baterię niklowo-metalowo-wodorkową o pojemności 1,9 kWh.
Highlander Hybrid z rocznika 2011 otrzymał zmiany stylistyczne, a w układzie hybrydowym pojawił się 3,5-litrowy silnik V6 2GR-FXE o mocy 245 KM. Moc auta wzrosła o  7 kW (10 KM). Zużycie paliwa wynosiło teraz 8 l/100 km według EPA. 

### Highlander FCHV-adv (2008)
Prototypowy Highlander FCHV-adv stanowił nową wersję konceptu Toyota FCHV z 2001 roku, zbudowanego na Highladnerze poprzedniej generacji. Miał bezemisyjny napęd na wodorowe ogniwa paliwowe i był zasilany sprężonym wodorem, ze średnim zużyciem paliwa 109,9 km / kg. Jego potwierdzony zasięg wynosił 431 mil. 

### Chińska wersja Highladnera
Chińska wersja Highlandera (model ASU40/GSU45) została zaprezentowana w 2009 roku na 13. Międzynarodowych Targach Motoryzacyjnych w Szanghaju Shanghai International Automobile Industry Exhibition.

## Trzecia generacja (XU50; 2013)
27 marca 2013 r. Toyota zaprezentowała trzecią generację XU50 Highlandera na targach w Nowym Jorku, z planami dotarcia do dealerów pojazdów na początku 2014 r. Produkcja rozpoczęła się 5 grudnia. Ta wersja jest dłuższa i szersza niż poprzednia generacja. Auto straciło kanciaste linie na rzecz stylistyki bardziej przypominającej obecne na rynku SUV-y i crossovery.
Kolejne zmiany to ośmioosobowe wnętrze, przesuwany do tyłu drugi rząd siedzeń ułatwiający zajęcie miejsc z tyłu oraz miękkie w dotyku materiały na desce rozdzielczej. Samochód otrzymał także systemy bezpieczeństwa czynnego - układ ostrzegania o zjechaniu z pasa ruchu, ostrzegania o niebezpieczeństwie kolizji z poprzedzającym samochodem i monitorowania martwego pola. Na amerykańskim rynku w standardzie oferowane było także cyfrowe radio z Bluetooth i system multimedialny Toyoty Entune z 6,1-calowym ekranem dotykowym. Ośmiocalowy ekran dotykowy i pakiet Toyota Entune z systemem audio JBL z 12 głośnikami były oferowane jako wyposażenie opcjonalne. Gama napędów obejmowała 2,7-litrowy silnik z sześciobiegową automatyczną skrzynią, z napędem na przednie koła, 3,5-litrowy silnik z sześciobiegową skrzynią automatyczną, z napędem na przednie lub na wszystkie koła oraz napęd hybrydowy na wszystkie koła z 3,5-litrowym V6 i przekładnią eCVT.
Highlander trzeciej generacji był dopuszczony do użytku jako taksówka w Nowym Jorku.

### Facelifting 2016
Odświeżony Highlander z rocznika 2017 pojawił się na targach New York International Auto Show w marcu 2016 r., a sprzedaż rozpoczęła się w czwartym kwartale 2016 r. W wersjach z silnikiem V6 ośmiobiegowa automatyczna skrzynia biegów zastąpiła sześciobiegową skrzynię, a zmodyfikowany silnik V6 (obecnie oznaczony jako 2GR-FKS) otrzymał układ paliwowy z bezpośrednim wtryskiem D4-S Toyoty. Highlander otrzymał nową deskę rozdzielczą ze zmodernizowanymi reflektorami i tylnymi światłami, nową wersję SE, wersje XLE i LE Hybrid oraz nowe kolory nadwozia i wnętrza.

### Highlander III przed faceliftingiem

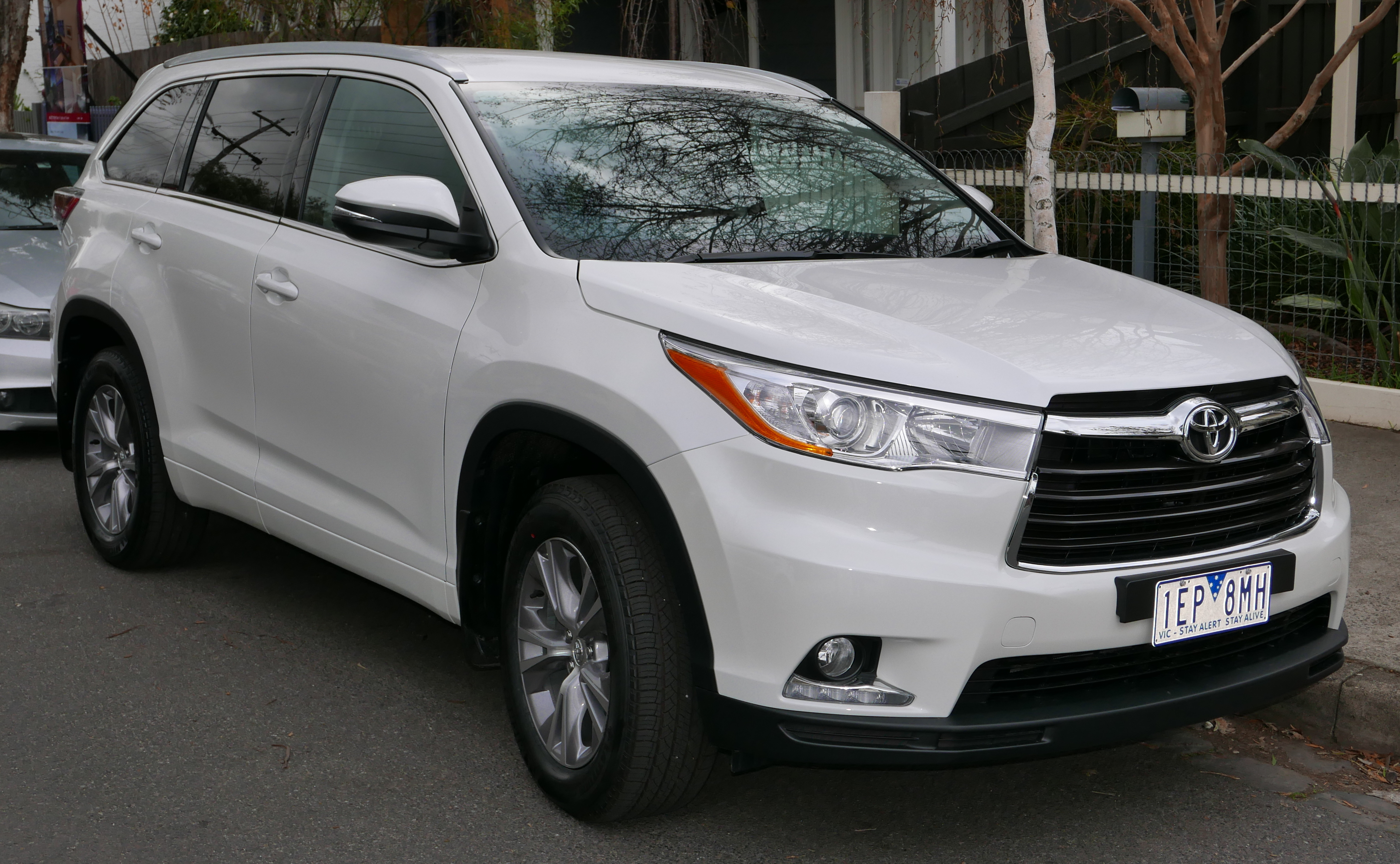

### Highlander III po faceliftingu

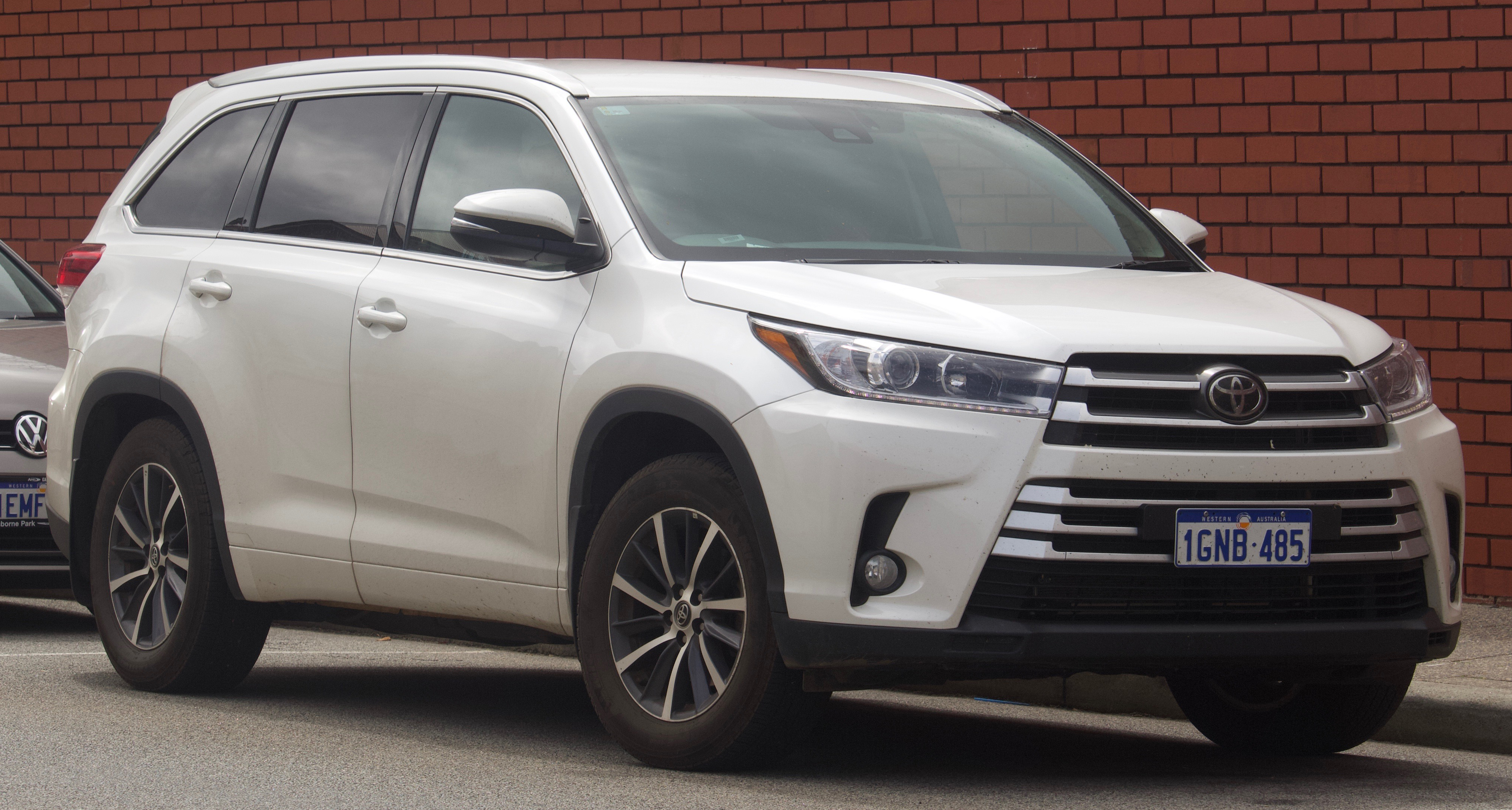

## Czwarta generacja (XU70; 2019)
Highlander czwartej generacji został zaprezentowany na New York International Auto Show w dniu 17 kwietnia 2019 roku. Jest zbudowany na platformie GA-K z serii TNGA, tak jak spokrewniony z nim SUV Toyota RAV4. W USA jest oferowany w pięciu wersjach wyposażenia, w tym L, LE, XLE, Limited i Platinum. W Stanach Zjednoczonych czwarta generacja benzynowego Highlandera trafiła do sprzedaży 18 grudnia 2019 roku na rok modelowy 2020. Model hybrydowy wszedł do sprzedaży w lutym 2020 roku. Highlander / Kluger na rynkach europejskich i w Australii jest dostępny od początku 2021 roku. Przesunięcie premiery o rok w porównaniu z USA wynikało z rozległych prac inżynieryjnych nad wersjami z kierownicą po prawej stronie. Highlander czwartej generacji został zbudowany od podstaw na nowej platformie TNGA. Oprócz zwiększonej przestrzeni ładunkowej za trzecim rzędem, Highlander otrzymał m.in. system multimedialny z Apple CarPlay, jak i Android Auto. 
Wszystkie wersje są wyposażone w Toyota Safety Sense drugiej generacji. 
Na polskim rynku model zadebiutował w styczniu 2021 roku wyłącznie jako 7-miejscowy hybrydowy SUV z napędem na 4 koła AWD-i.